# Okenia modesta
Okenia modesta är en snäckart som beskrevs av Addison Emery Verrill 1875. Okenia modesta ingår i släktet Okenia och familjen Goniodorididae. Inga underarter finns listade i Catalogue of Life.